# Ельчевка (нижний приток Чусовой)
Ельчевка — река в России, в Шалинском городском округе Свердловской области, приток Чусовой, впадает в неё справа в 289 км от устья. Длина реки 13 км. Устье реки в деревне Мартьяново.

## Данные водного реестра
По данным государственного водного реестра России, река Ельчевка относится к Камскому бассейновому округу, речной бассейн — Кама, подбассейн — Кама до Куйбышевского водохранилища (без бассейнов рек Белой и Вятки), водохозяйственный участок — Чусовая от города Ревды до в/п посёлка Кын.
Код объекта в государственном водном реестре — 10010100612111100010577